# 카라이트 유대교
카라이트 유대교(Karaite) 또는 카라이파, 카라임(Karaim)은 랍비파에 속하지 않는 유대교의 한 소수 종파다. 이들은 할라카(율법)과 신학에 있어서 문서로 쓰인 타나크만을 최고 경전으로 인정하며, 따라서 주류 랍비파와 달리 구전 전통을 구속력이 있는 것으로 여기지 않는다.

## 역사
카라이트 유대인은 매우 적다. 카라이트끼리 족혼을 하는 경향이기 때문에 그런 경향이 있다. 이스라엘 내부성에서 한때 카라이트 유태인이라고 여권에 분류되었다. 이러한 행정정책은 카라이트가 유태인이되 유태인이 아니라고 분류하였던 것으로 대외적으로 인종 차별이라고 공분을 산 적이 있다. 현재는 여권에 유태인으로 표기된다. 주로 러시아에 많이 거주하고 있으며, 제2차 세계 대전 중에는 예수의 십자가형과 관련 없이 그 전에 이주했다는 역사적인 문서를 나치에 제시하여 탄압을 면하기도 했다. 이로 인해 나치의 앞잡이가 많이 생겨 전후에 유태인들로부터 배척을 받기도 했다. 최근에는 유태인의 소수 분파로 간주되며, 이스라엘에서 보조금을 받아 유지되고 있다고 한다.

## 같이 보기
- 카라임족
- 사마리아교

## 참고자료
- Central Spiritual Board for the Russian Qaraim Aboard 카라이트 유대인에 대한 문서[깨진 링크(과거 내용 찾기)]